# クロマキー

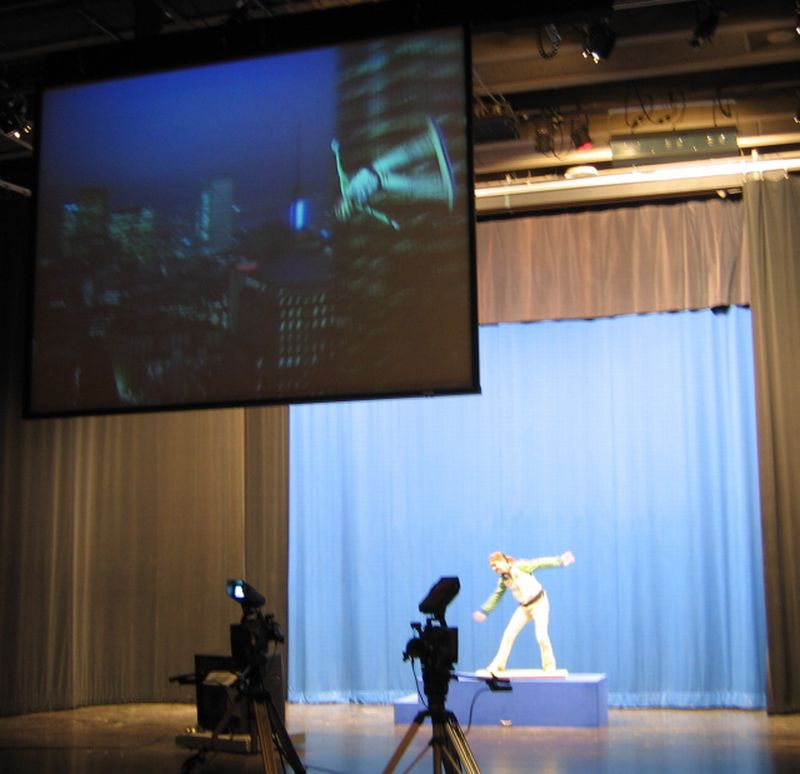
クロマキー合成の現場

クロマキー（Chroma key）もしくはクロマキー合成（クロマキーごうせい）は、キーイングの一種。映像の一部から特定の色の成分を分離し、そこに別の映像を合成する技術。
フィルムでは古くから使われてきたブルーバック合成を模したもので、均質な色の背景の前で人物を撮影し背景に別の映像をはめこむなどの使い方がなされる。アナログビデオ、デジタルビデオの両方で利用され、ライブでの使用も可能である。背景色には人物の肌色と補色の関係にあるブルーやグリーンが多く使用される。最も身近な例はニュースの天気予報の映像である。
テレビでのクロマキー合成はスイッチャーなどのM/K機能を用いるので、技術的には背景の青（緑）映像を元にキー信号を生成する回路が必要になる。簡単な原理は、入力映像信号を基準となる青（緑）の色信号と比較し、指定した誤差範囲で一致すれば有効なキー信号を発生するものである。背景と前景との境界部分にキー信号の変化を適切に処理して、境界部分で背景色が見えたり前景が隠されたりせず、すっきりと合成できる性能が求められる。このため、キー信号は2値キーでなく境界に傾斜を持たせられるリニアキー（ソフトキー）とするのが普通。
合成用背景として設置したものでなくても、色味が近い場合は一律に処理がかけられ透明化、及び合成映像が表示されてしまうので、衣服やアクセサリなどの色は背景とかぶらないようにしなくてはならない。逆にこれを応用すれば、衣服などに覆われていない部分があたかも空間上に浮かんでいるような表現をすることもできる。
背景色はさまざまな色にすることが可能だが、たとえば赤の場合は人体（特に赤色に近い唇）、白の場合は照明の強く当たっている箇所が透過することがありうるため、緑や青を使うのが一般的である。
CMや映画など高品質の映像合成を求められる場合には、従来より35mmフィルムとブルーバックによる光学合成が利用されてきたが、90年代後半よりコンピュータによるデジタル合成技術が広まり、より高品質な合成映像を得ることが出来るようになっている。コンピュータ・ソフトウェアによるクロマキー合成では、ultimatte（アルチマット）、Primatte Keyer（プライマットキーヤー）、Keylight（キーライト）など専用の合成ソフトウェア（プラグイン）が用いられることが多い。
Adobe Premiereなどの映像ノンリニア編集ソフトにも簡単なクロマキーが出来る機能が入っている。